# Picher (Mecklenburg)
Picher is een gemeente in de Duitse deelstaat Mecklenburg-Voor-Pommeren, en maakt deel uit van het Landkreis Ludwigslust-Parchim.
Picher telt 642 inwoners.